# قائمة بوارج ألمانيا

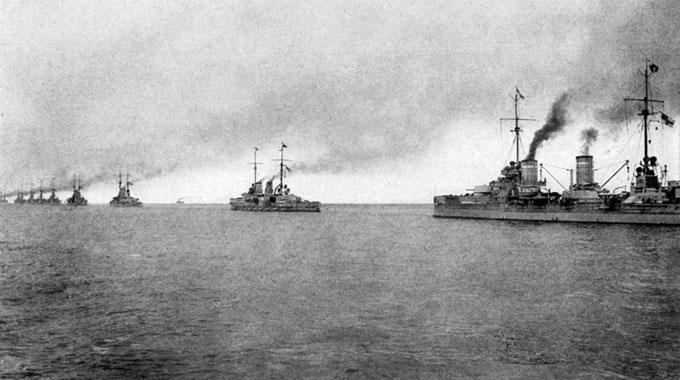
دريدنوت من أسطول أعالي البحار في خط المعركة

قامت القوات البحرية الألمانية - وتحديداً كايزرليش مارين للقيصرية الألمانية وكريغسمارينه لألمانيا النازية، على التوالي - ببناء سلسلة من البوارج بين التسعينيات والأربعينيات. للدفاع عن سواحلها الشمالية وبحر البلطيق في زمن الحرب، كانت ألمانيا قد شيدت من قبل سلسلة من السفن الحربية الصغيرة الدارعة، بما في ذلك سفن الدفاع الساحلية والفرقاطات المدرعة. [السفلى ألفا 1]  مع وصوله إلى عرش القيصر فيلهلم الثاني في عام 1888، بدأ البحرية الإمبراطورية برنامج للتوسع البحري يليق بقوة عظمى.  دفعت البحرية على الفور إلى بناء أربع من فئة براندنبورغ، وبعد ذلك سرعان ما تبعت خمس سفن من فئة الإمبراطور فريدريش الثالث.  تعيين الأدميرال ألفريد فون تيربيتز في منصب وزير الدولة للبحرية في عام 1897 تسارع البناء البحري. خططت «نظرية المخاطر» التي وضعها تيربيتز لأسطول من شأنه أن يكون قوياً بما فيه الكفاية بحيث تتجنب بريطانيا العظمى، التي كانت آنذاك القوة البحرية البارزة في العالم، المخاطرة بالحرب مع ألمانيا من أجل الحفاظ على تفوقها. 
حصل الأدميرال فون تيربيتز على سلسلة من القوانين البحرية بين عامي 1900 و1912 والتي زادت بشكل كبير من ميزانية البحرية وأذن عشرات من السفن الحربية. نص القانون النهائي على أسطول مكون من 41 سفينة حربية، 25 منها كانت ستخصص لأسطول أعالي البحار، مع وضع الباقيين في الاحتياط.  وبعد فئة القيصر فريدريش الثالث كانت فيتلسباخ وبرونزويك وفئة دويتشلاند التي كانت آخر بارجة ما قبل-دريدنوت بنيت في ألمانيا.  أسفرت هزيمة ألمانيا في عام 1918 عن مصادرة غالبية أسطول أعالي البحار في سكابا فلو؛ تم في النهاية إغراق السفن في 21 يونيو 1919 لمنع الاستيلاء عليها من قبل البحرية الملكية البريطانية.  من بين البوارج العشر المصادر، تم منع واحدة فقط، بادن، من الإغراق؛ تم إستخدامها لاحقًا كهدف للأسلحة النارية من قبل البحرية الملكية. 
في أعقاب الحرب، اقتصرت ألمانيا على ثماني سفن حربية دريدنوت، اثنتان منها ستكونان في الاحتياط. كانت السفن الحربية الجديدة محدودة للغاية من حيث التسلح والحجم.  تم تعيين الأدميرال إريش رايدر قائدا للبحرية الألمانية في عام 1928.  استخدم رايدر في البداية إستراتيجية حذرة تجاه حكومة جمهورية فايمار. ومع ذلك، فإن صعود أدولف هتلر والحزب النازي في عام 1933 سمحت لرايدر بفرصة لتوسيع الأسطول. تفاوضت حكومة هتلر على اتفاقية البحرية الأنجلو ألمانية في عام 1935، والتي تنص على إعادة بناء البحرية الألمانية إلى 35 في المئة من قوة البحرية الملكية البريطانية.  وكانت البوارج الجديدة الأولى التي بنيت في ألمانيا هما شارنهورست وغيسيناو في عام 1935. وهما بارجتين من فئة بسمارك في 1936. تم الانتهاء من بسمارك في عام 1940 وتيربيتز في عام 1941.  وضعت الخطة زد في عام 1939 لإعادة بناء القوات البحرية الألمانية. دعت الخطة لستة سفن حربية إضافية من فئة إتش-39.  تم وضع اثنين منهم في منتصف عام 1939، على الرغم من أنه تم إلغاؤهم في غضون شهرين، بسبب اندلاع الحرب العالمية الثانية في سبتمبر 1939. تم إلغاء الأربعة الآخرى دون أي عمل يجري القيام به.  رقت بسمارك، وتيربيتز، وشارنهورست خلال الحرب وانها الغت غيسيناو في غدينيا في عام 1945.  دراسات تصميم مزيد من وضعها، وبلغت ذروتها في ضخمة أتش-44 درجة، لكنها لم تكن مقترحات جدية نظرا لعدم جدواها ونفقات السفن. 
| البنادق الرئيسية | عدد ونوع مدافع البطارية الرئيسية                     |
| الإزاح           | سفينة النزوح في حمولة قتالية كاملة                   |
| دفع              | عدد الأعمدة ونوع نظام الدفع والسرعة القصوى المتولدة  |
| الخدمات          | بدأت مواعيد العمل وانتهت على السفينة ومصيرها النهائي |
| المنصوص عليها    | تاريخ بدء العارضة في التجميع                         |
| مفوض             | تاريخ تكليف السفينة                                  |

## البوارج قبل المدرعة

### فئةبراندنبورغ

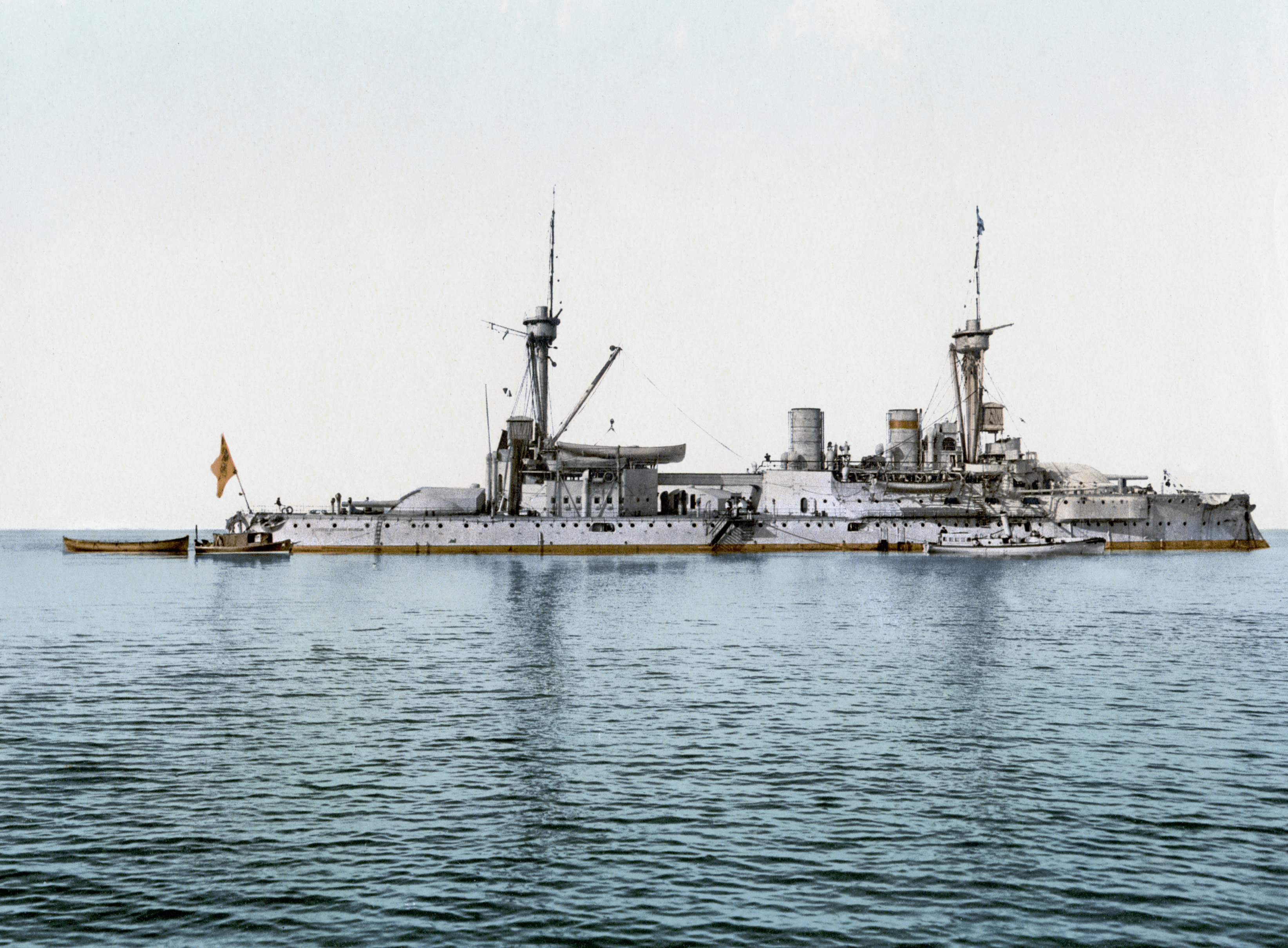
كورفريد فريدريش فيلهلم

كانت سفن الفئة براندنبورغ هي أول سفن حربية متواجدة في المحيط تم تصميمها للبحرية الألمانية، وكانت بداية التوسع البحري الألماني. شملت الفئات السابقة عدة أنواع من السفن الحديدية، بما في ذلك سفن الدفاع الساحلية والفرقاطات المدرعة. كانت السفن فريدة من نوعها في الوقت الذي كانت مسلحة بستة مدافع من العيار الكبير بدلا من أربعة، كما كان معيارا لسفن المعاصرة في القوات البحرية الأخرى.  تتألف الفئة من أربع سفن: براندنبورغ وكورفورست فريدريش فيلهلم وفايسنبرغ ووورث ومن بين السفن الأربع، كانت كورفريد فريدريش فيلهلم و فايسنبورغ الأكثر تطوراً، حيث كانت دروعهما مكونة من فولاذ عالي الجودة. 
تم تكليف السفن الأربع في سرب المعركة الأول.  رأوا الخدمة في الخارج أثناء ثورة الملاكمين في الصين في 1900-1901 تحت قيادة المارشال ألفريد فون والديرسي.  بعد العودة من الصين، تم نقل براندنبورغ إلى الحوض الجاف للتحديث، الذي استمر من عام 1901 إلى عام 1905 اعتمادًا على السفينة.  أثناء إعادة الإعمار، تم قطع البنية الفوقية، وأضيف برج مخروطي آخر، وتم استبدال المراجل البخارية بطرازات أحدث.  تم بيع كورفريد فريدريش فيلهلم و فايسنبورغ إلى الإمبراطورية العثمانية في عام 1910 وتمت تسميتهما باسم بارباروس هايردين وتورجوت ريس، على التوالي. تم الاستغناء عن براندنبورغ وورث ووضعهما في الحجز. في بداية الحرب العالمية الأولى، تم استدعاء كلتا السفينتين للخدمة النشطة كسفن دفاع ساحلي، ولكن نظرًا لسنهما تم تسريحهما بسرعة. لقد أمضوا ما تبقى من الحرب كسفن ثكنات قبل تفكيكها في عام 1920.  
| سفينة                            | البنادق الرئيسية         | الإزاح                          | دفع                                                               | الخدمات       | الخدمات        | الخدمات                                                               |
| سفينة                            | البنادق الرئيسية         | الإزاح                          | دفع                                                               | المنصوص عليها | مفوض           | مصير                                                                  |
| -------------------------------- | ------------------------ | ------------------------------- | ----------------------------------------------------------------- | ------------- | -------------- | --------------------------------------------------------------------- |
| إس إم إس براندنبرغ               | 6 × 28 سنتيمتر (11 بوصة) | 10,670 طن متري (10,500 طن كبير) | 2 رفاص، ومحركات التمدد الثلاثي، 16.3 عقدة (30.2 كم/س؛ 18.8 ميل/س) | 1890          | 19 نوفمبر 1893 | ألغيت في عام 1920 في دانزيج                                           |
| غواصة Kurfürst Friedrich Wilhelm | 6 × 28 سنتيمتر (11 بوصة) | 10,670 طن متري (10,500 طن كبير) | 2 رفاص، ومحركات التوسع الثلاثي، 16.9 عقدة (31.3 كم/س؛ 19.4 ميل/س) | 1890          | 29 أبريل 1894  | نُقل إلى الإمبراطورية العثمانية في 12 سبتمبر 1910، غرق في 8 أغسطس 1915 |
| غواصة Weissenburg                | 6 × 28 سنتيمتر (11 بوصة) | 10,670 طن متري (10,500 طن كبير) | 2 رفاص، ومحركات التوسع الثلاثي، 16.5 عقدة (30.6 كم/س؛ 19.0 ميل/س) | 1890          | 14 أكتوبر 1894 | نُقل إلى الإمبراطورية العثمانية في 12 سبتمبر 1910، ألغيت في 1956-1957  |
| غواصة Wörth                      | 6 × 28 سنتيمتر (11 بوصة) | 10,670 طن متري (10,500 طن كبير) | 2 رفاص، ومحركات التوسع الثلاثي، 16.9 عقدة (31.3 كم/س؛ 19.4 ميل/س) | 1890          | 31 أكتوبر 1893 | ألغيت في عام 1920 في دانزيج                                           |

### كايزر فريدريش الثالث

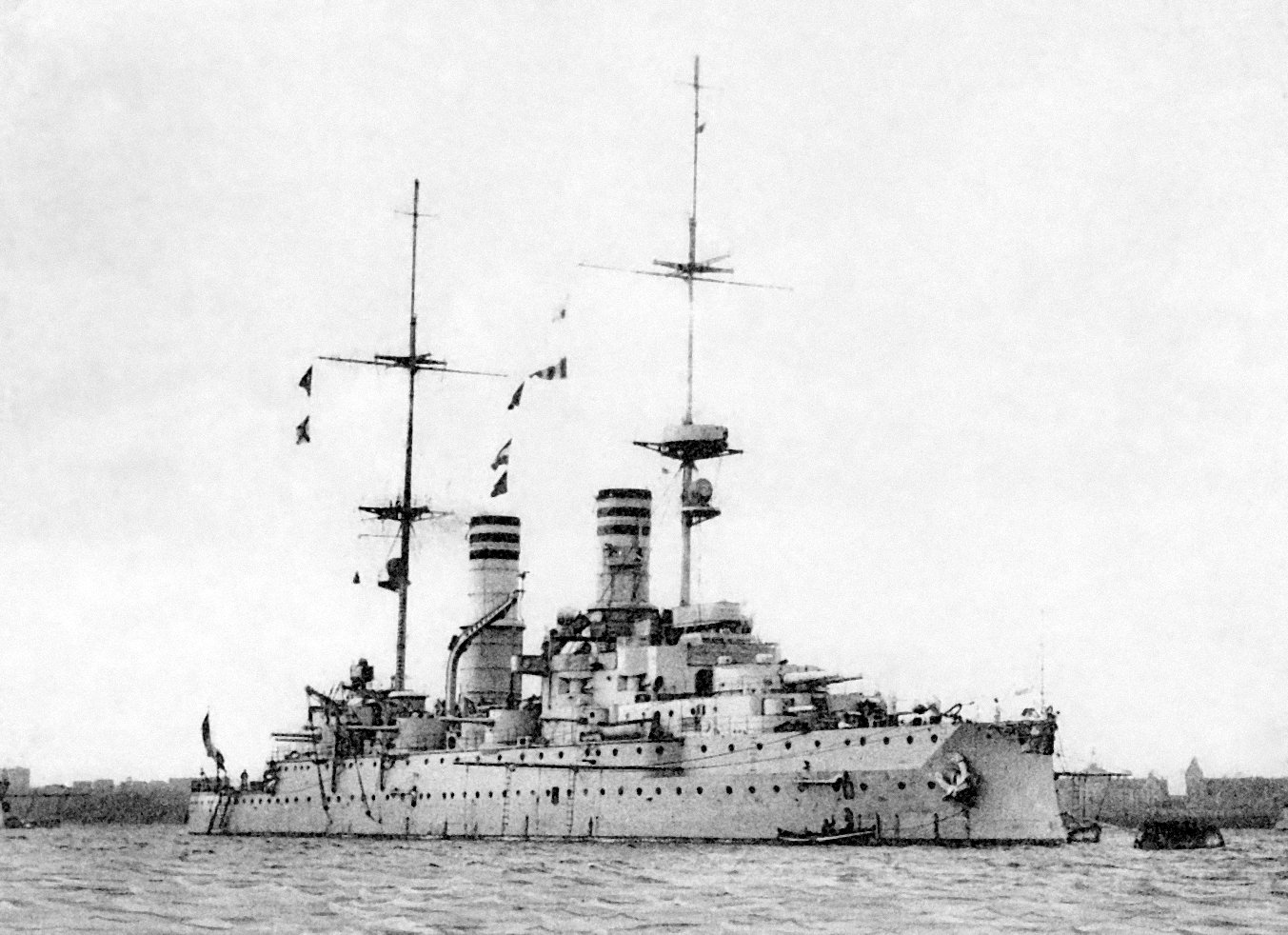
كايزر بربروسا

حددت السفن الخمس من فئة كايزر فريدريش III معايير السفن الحربية الألمانية في وقت لاحق بارجة ما قبل-دريدنوت: كانت تحمل مدافع رئيسية أصغر من معاصريها الأجانب، ولكن بطارية ثانوية أثقل. كان هذا متفقًا مع نظرية «برد النار»، التي أكدت على إطلاق نيران أصغر وأسرع على مدافع أكبر وأبطأ. كانت سفن الفئة أول سفن حربية ألمانية تستخدم ثلاثة مسامير، بدلاً من اثنين في سفن براندنبورغ.  كانت الفئة مكونة من خمس سفن: كايزر فريدريش الثالث وكايزر فيلهلم الثاني و كايزر فيلهلم دير جروس وكايزر كارل دير غروس وكايزر بارباروسا. كل السفن كانت تحمل اسم الأباطرة الألمان. 
عند تكليفهن، تم تعيين السفن الخمس إلى السرب الأول للأسطول (Heimatflotte).  كانت سفينة كايزر فيلهلم الثاني السفينة الرائدة في الأسطول حتى عام 1906.  بعد عشر سنوات من خدمة الأسطول، تم استبدالها بسفن أحدث. تم نقلهم إلى السرب الثالث للأسطول، الذي كان قد أعيد تنظيمه في ذلك الوقت باعتباره أسطول أعالي البحار، ووضعن في الاحتياطي.  في عام 1907، تم نقل السفن الخمس إلى الحوض الجاف لإعادة البناء بشكل كبير. أستمر العمل حتى عام 1910. لم تشهد السفن الخمس أي خدمة على الخط الأمامي خلال الحرب العالمية الأولى؛ تم نزع سلاحهن وإحالتهن إلى واجبات ثانوية. تم استخدام سفينة كايزر فيلهلم دير كروس كسفينة تدريب لطوربيد، تم استخدام سفينة كايزر فيلهلم الثاني كسفينة مقر، في حين أصبحن الثلاثة الآخريات سفن احتجاز (سجن). أغرقن جميعًا بين عامي 1919 و1922. 
| سفينة                           | البنادق الرئيسية          | الإزاحة                         | دفع                                                             | الخدمات       | الخدمات        | الخدمات            |
| سفينة                           | البنادق الرئيسية          | الإزاحة                         | دفع                                                             | المنصوص عليها | مفوض           | مصير               |
| ------------------------------- | ------------------------- | ------------------------------- | --------------------------------------------------------------- | ------------- | -------------- | ------------------ |
| غواصة Kaiser Friedrich III      | 4 × 24 سنتيمتر (9.4 بوصة) | 11,785 طن متري (11,599 طن كبير) | 3 رفاصات، محركات تمدد ثلاثية، 17.3 عقدة (32.0 كم/س؛ 19.9 ميل/س) | 1895          | 7 أكتوبر 1898  | ألغيت في عام 1920  |
| غواصة Kaiser Wilhelm II         | 4 × 24 سنتيمتر (9.4 بوصة) | 11,785 طن متري (11,599 طن كبير) | 3 رفاصات، محركات تمدد ثلاثية، 17.6 عقدة (32.6 كم/س؛ 20.3 ميل/س) | 1896          | 13 فبراير 1900 | ألغيت في عام 1922  |
| غواصة Kaiser Wilhelm der Grosse | 4 × 24 سنتيمتر (9.4 بوصة) | 11,785 طن متري (11,599 طن كبير) | 3 رفاصات، محركات تمدد ثلاثية، 17.2 عقدة (31.9 كم/س؛ 19.8 ميل/س) | 1898          | 5 مايو 1901    | ألغيت في عام 1920  |
| غواصة Kaiser Karl der Grosse    | 4 × 24 سنتيمتر (9.4 بوصة) | 11,785 طن متري (11,599 طن كبير) | 3 رفاصات، محركات تمدد ثلاثية، 17.8 عقدة (33.0 كم/س؛ 20.5 ميل/س) | 1898          | 4 فبراير 1902  | ألغيت في عام 1920  |
| غواصة Kaiser Barbarossa         | 4 × 24 سنتيمتر (9.4 بوصة) | 11,785 طن متري (11,599 طن كبير) | 3 رفاصات، محركات تمدد ثلاثية، 17.8 عقدة (33.0 كم/س؛ 20.5 ميل/س) | 1898          | 10 يونيو 1901  | ألغيت في 1919-1920 |

### الفئةWittelsbach

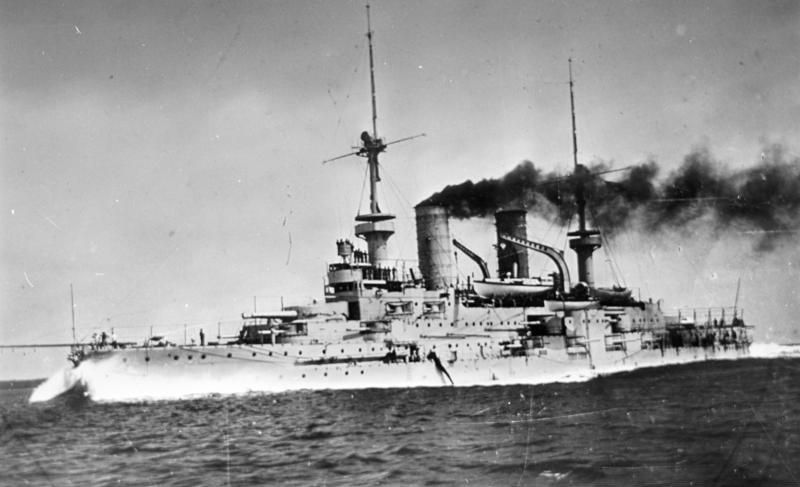
ويتلزباخ في عام 1902

تمثل فئة Wittelsbach تحسنًا تدريجيًا عن فئة سفن كايزر فيلهلم الثالث السابقة. كانت مجهزة بنفس التسليح من أربعة مدافع من عيار 24 سم، ولكن أعطين أنبوب طوربيد إضافي.  لقد قاموا بتحسين القدرات الدفاعية، حيث تم حمايتهم بواسطة حزام مدرع أكثر شمولاً.  وقد اختلفن أيضًا عن السفن السابقة في سطحهن الرئيسي، الذي كان طوله متدفقًا.  كانت سفن الفئة، والتي تضم فيتيلسباتش، وويتين، وزارينغين، وشوابين، ومكلنبورغ، أول سفن حربية تم بناؤها بموجب القانون البحري الأول لعام 1898. 
بعد الانضمام إلى الأسطول، تم تعيين سفن فئة Wittelsbach إلى سرب المعركة الأول، حيث استبدلن بسفن براندنبورغ القديمة.  مثل السفن من الفئة كايزر فيلهلم الثالث، تم سحب Wittelsbach من الخدمة النشطة بعد ظهور دريدنوت. تم استدعاء السفن الخمس للخدمة النشطة عند اندلاع الحرب في عام 1914. وتم تعيينهن في سرب المعركة الرابع ونشرهن في بحر البلطيق. ومع ذلك، بسبب عمرهن وضعفهن، تم سحبهن من الخدمة الفعلية بحلول عام 1916. تم استخدامهن كسفن تدريب، باستثناء مكلنبورغ، التي تم استخدامها كسفينة سجن. في عام 1919، تم تحويل Wittelsbach وSchwaben إلى سفن مستودع لكناسات الألغام. بحلول عام 1922، تم تفكيك جميع السفن للخردة، باستثناء Zähringen. تم تحويلها إلى سفينة هدف يتم التحكم فيها عن طريق الراديو في 1926-1927. أغرقت قاذفات سلاح الجو الملكي البريطاني السفينة في غوتنهافن عام 1944؛ تم تحطيم الحطام في 1949-1950. 
| سفينة             | البنادق الرئيسية          | الإزاحة                         | دفع                                                             | الخدمات       | الخدمات        | الخدمات                              |
| سفينة             | البنادق الرئيسية          | الإزاحة                         | دفع                                                             | المنصوص عليها | مفوض           | مصير                                 |
| ----------------- | ------------------------- | ------------------------------- | --------------------------------------------------------------- | ------------- | -------------- | ------------------------------------ |
| غواصة Wittelsbach | 4 × 24 سنتيمتر (9.4 بوصة) | 12,798 طن متري (12,596 طن كبير) | 3 رفاصات، محركات تمدد ثلاثية، 17.0 عقدة (31.5 كم/س؛ 19.6 ميل/س) | 1899          | 15 أكتوبر 1902 | ألغيت في عام 1921                    |
| غواصة Wettin      | 4 × 24 سنتيمتر (9.4 بوصة) | 12,798 طن متري (12,596 طن كبير) | 3 رفاصات، محركات تمدد ثلاثية، 18.1 عقدة (33.5 كم/س؛ 20.8 ميل/س) | 1899          | 1 أكتوبر 1902  | ألغيت في عام 1922                    |
| غواصة Zähringen   | 4 × 24 سنتيمتر (9.4 بوصة) | 12,798 طن متري (12,596 طن كبير) | 3 رفاصات، محركات تمدد ثلاثية، 17.8 عقدة (33.0 كم/س؛ 20.5 ميل/س) | 1899          | 25 أكتوبر 1902 | غرقت في عام 1944، ألغيت في 1949-1950 |
| غواصة Schwaben    | 4 × 24 سنتيمتر (9.4 بوصة) | 12,798 طن متري (12,596 طن كبير) | 3 رفاصات، محركات تمدد ثلاثية، 16.9 عقدة (31.3 كم/س؛ 19.4 ميل/س) | 1900          | 13 أبريل 1904  | ألغيت في عام 1921                    |
| غواصة Mecklenburg | 4 × 24 سنتيمتر (9.4 بوصة) | 12,798 طن متري (12,596 طن كبير) | 3 رفاصات، محركات تمدد ثلاثية، 18.1 عقدة (33.5 كم/س؛ 20.8 ميل/س) | 1900          | 25 مايو 1903   | ألغيت في عام 1921                    |

### الفئةبراونشفا الفئة يغ

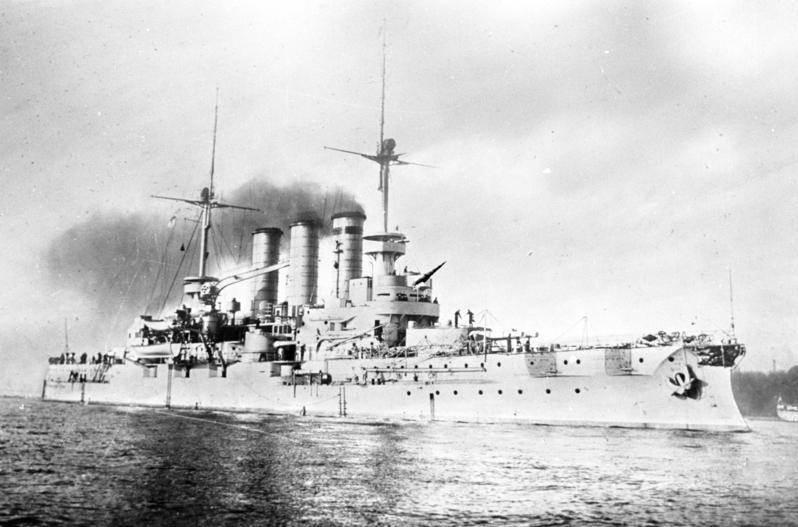
عضو مجهول من فئة براونشفايغ في عام 1904

| سفينة              | البنادق الرئيسية         | الإزاحة                         | دفع                                                             | الخدمات       | الخدمات        | الخدمات                                                                                  |
| سفينة              | البنادق الرئيسية         | الإزاحة                         | دفع                                                             | المنصوص عليها | مفوض           | مصير                                                                                     |
| ------------------ | ------------------------ | ------------------------------- | --------------------------------------------------------------- | ------------- | -------------- | ---------------------------------------------------------------------------------------- |
| غواصة Braunschweig | 4 × 28 سنتيمتر (11 بوصة) | 14,394 طن متري (14,167 طن كبير) | 3 رفاصات، محركات تمدد ثلاثية، 18.7 عقدة (34.6 كم/س؛ 21.5 ميل/س) | 1901          | 15 أكتوبر 1904 | ألغيت في عام 1931                                                                        |
| غواصة Elsass       | 4 × 28 سنتيمتر (11 بوصة) | 14,394 طن متري (14,167 طن كبير) | 3 رفاصات، محركات تمدد ثلاثية، 18.7 عقدة (34.6 كم/س؛ 21.5 ميل/س) | 1901          | 29 نوفمبر 1904 | ألغيت في عام 1936                                                                        |
| غواصة Hessen       | 4 × 28 سنتيمتر (11 بوصة) | 14,394 طن متري (14,167 طن كبير) | 3 رفاصات، محركات تمدد ثلاثية، 18.2 عقدة (33.7 كم/س؛ 20.9 ميل/س) | 1902          | 19 سبتمبر 1905 | تخلى عن الاتحاد السوفياتي في عام 1946                                                    |
| غواصة Preussen     | 4 × 28 سنتيمتر (11 بوصة) | 14,394 طن متري (14,167 طن كبير) | 3 رفاصات، محركات تمدد ثلاثية، 18.5 عقدة (34.3 كم/س؛ 21.3 ميل/س) | 1902          | 12 يوليو 1905  | ألغيت جزئيا في عام 1931، غرقت من قبل القاذفات في عام 1945، التي أثيرت في عام 1954 وألغيت |
| غواصة Lothringen   | 4 × 28 سنتيمتر (11 بوصة) | 14,394 طن متري (14,167 طن كبير) | 3 رفاصات، محركات تمدد ثلاثية، 18.7 عقدة (34.6 كم/س؛ 21.5 ميل/س) | 1902          | 18 مايو 1906   | ألغيت في عام 1931                                                                        |

### الفئة دويتشلاند

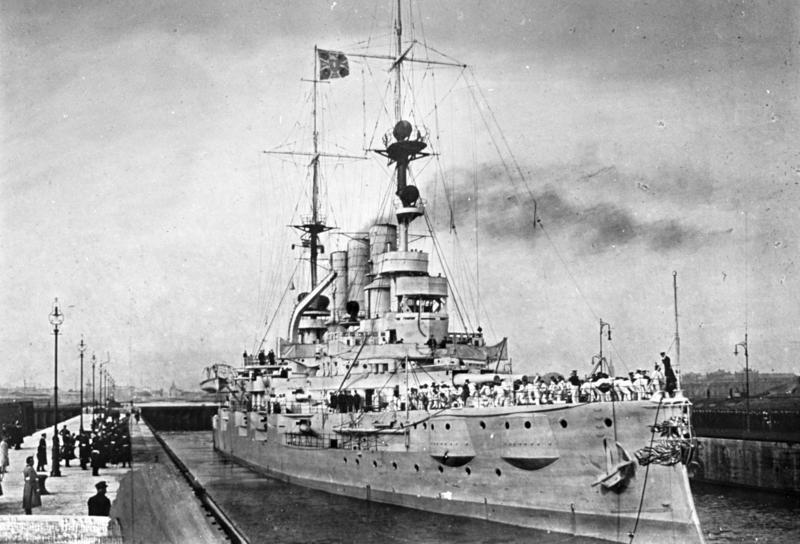
دويتشلاند في عام 1912

| سفينة                    | البنادق الرئيسية         | الإزاحة                         | دفع                                                             | الخدمات       | الخدمات       | الخدمات                                                 |
| سفينة                    | البنادق الرئيسية         | الإزاحة                         | دفع                                                             | المنصوص عليها | مفوض          | مصير                                                    |
| ------------------------ | ------------------------ | ------------------------------- | --------------------------------------------------------------- | ------------- | ------------- | ------------------------------------------------------- |
| غواصة Deutschland        | 4 × 28 سنتيمتر (11 بوصة) | 14,218 طن متري (13,993 طن كبير) | 3 رفاصات، محركات تمدد ثلاثية، 18.6 عقدة (34.4 كم/س؛ 21.4 ميل/س) | 1903          | 3 أغسطس 1906  | ألغيت في 1920-1922                                      |
| غواصة Hannover           | 4 × 28 سنتيمتر (11 بوصة) | 14,218 طن متري (13,993 طن كبير) | 3 رفاصات، محركات تمدد ثلاثية، 18.5 عقدة (34.3 كم/س؛ 21.3 ميل/س) | 1904          | 1 أكتوبر 1907 | ألغيت في 1944-1946                                      |
| غواصة Pommern            | 4 × 28 سنتيمتر (11 بوصة) | 14,218 طن متري (13,993 طن كبير) | 3 رفاصات، محركات تمدد ثلاثية، 18.7 عقدة (34.6 كم/س؛ 21.5 ميل/س) | 1904          | 6 أغسطس 1907  | غرقت في معركة جوتلاند، 1 يونيو 1916                     |
| غواصة Schlesien          | 4 × 28 سنتيمتر (11 بوصة) | 14,218 طن متري (13,993 طن كبير) | 3 رفاصات، محركات تمدد ثلاثية، 18.5 عقدة (34.3 كم/س؛ 21.3 ميل/س) | 1904          | 5 مايو 1908   | خرقت 5 مايو 1945، ألغيت بين 1949-1970                   |
| غواصة Schleswig-Holstein | 4 × 28 سنتيمتر (11 بوصة) | 14,218 طن متري (13,993 طن كبير) | 3 رفاصات، محركات تمدد ثلاثية، 19.1 عقدة (35.4 كم/س؛ 22.0 ميل/س) | 1905          | 6 يوليو 1908  | سرقت في 21 مارس 1945، رفعت والتخلي عن الاتحاد السوفياتي |

## البوارج المدرعة البحرية

### فئةناسو

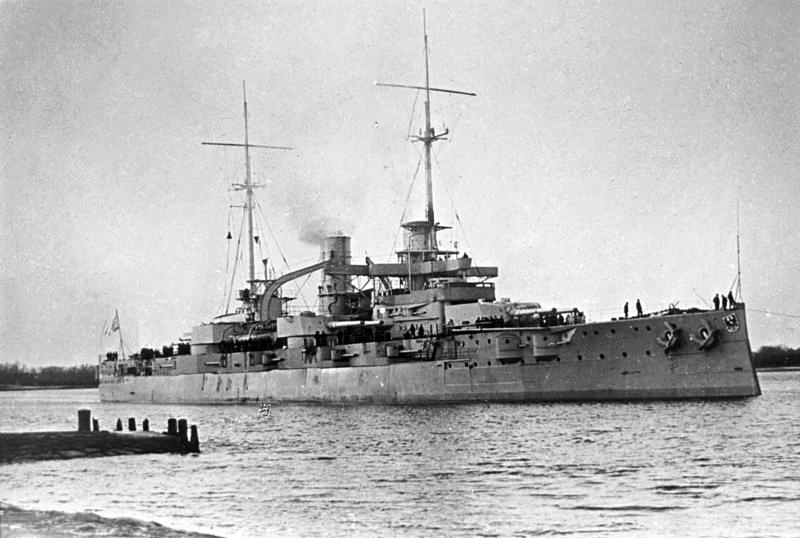
راينلاند في عام 1910

كانت فئة ناسو، التي كانت تتألف من ناساو وستفالين وراينلاند وبوسن، هي الاستجابة الألمانية لوصول السفينة إتش إم دي المدرعة البحرية، وهي أول سفينة حربية «كبيرة الحجم»، في عام 1906. كانت السفن فريدة من نوعها في التكوين التسلح، الذي كان سداسية. [السفلى ألفا 2]  احتفظوا بمحركات ثلاثية التوسع بدلاً من محركات التوربينات الأكثر قوة، ونتيجة لذلك، كانوا أبطأ من معاصريهم البريطانيين. 
| سفينة           | البنادق الرئيسية          | الإزاحة                         | الدفع                                                           | الخدمات       | الخدمات        | الخدمات           |
| سفينة           | البنادق الرئيسية          | الإزاحة                         | الدفع                                                           | المنصوص عليها | بتكليف         | مصير              |
| --------------- | ------------------------- | ------------------------------- | --------------------------------------------------------------- | ------------- | -------------- | ----------------- |
| غواصة Nassau    | 12 × 28 سنتيمتر (11 بوصة) | 20,535 طن متري (20,211 طن كبير) | 3 رفاصات، محركات تمدد ثلاثية، 20 عقدة (37 كم/س؛ 23 ميل/س)       | 1907          | 1 أكتوبر 1909  | ألغيت في عام 1920 |
| غواصة Westfalen | 12 × 28 سنتيمتر (11 بوصة) | 20,535 طن متري (20,211 طن كبير) | 3 رفاصات، محركات تمدد ثلاثية، 20.2 عقدة (37.4 كم/س؛ 23.2 ميل/س) | 1907          | 16 نوفمبر 1909 | ألغيت عام 1924    |
| غواصة Rheinland | 12 × 28 سنتيمتر (11 بوصة) | 20,535 طن متري (20,211 طن كبير) | 3 رفاصات، محركات تمدد ثلاثية، 20 عقدة (37 كم/س؛ 23 ميل/س)       | 1907          | 30 أبريل 1910  | ألغيت عام 1921    |
| غواصة Posen     | 12 × 28 سنتيمتر (11 بوصة) | 20,535 طن متري (20,211 طن كبير) | 3 رفاصات، محركات تمدد ثلاثية، 20 عقدة (37 كم/س؛ 23 ميل/س)       | 1907          | 31 مايو 1910   | ألغيت عام 1922    |

### الفئةHelgoland

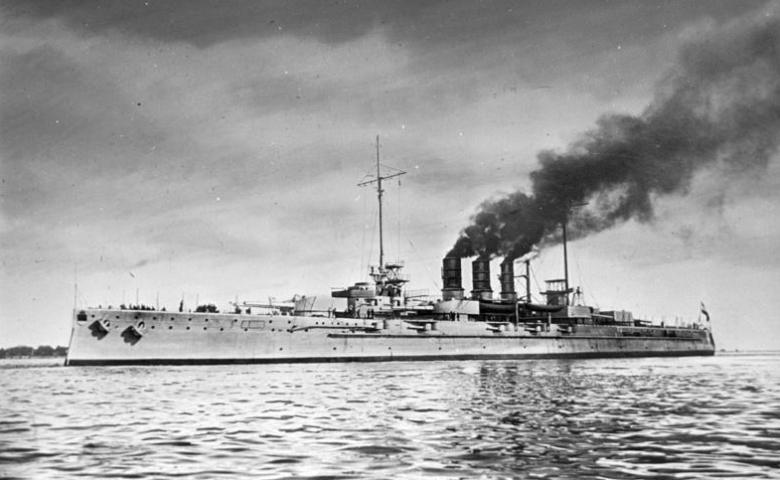
SMS Helgoland

| سفينة              | البنادق الرئيسية              | الإزاحة                         | الدفع                                                            | الخدمات       | الخدمات        | الخدمات            |
| سفينة              | البنادق الرئيسية              | الإزاحة                         | الدفع                                                            | المنصوص عليها | بتكليف         | مصير               |
| ------------------ | ----------------------------- | ------------------------------- | ---------------------------------------------------------------- | ------------- | -------------- | ------------------ |
| غواصة Helgoland    | 12 × 30.5 سنتيمتر (12.0 بوصة) | 24,700 طن متري (24,300 طن كبير) | 3 رفاصات، محركات تمدد ثلاثية ، 20.8 عقدة (38.5 كم/س؛ 23.9 ميل/س) | 1908          | 23 أغسطس 1911  | ألغيت عام 1921     |
| غواصة Ostfriesland | 12 × 30.5 سنتيمتر (12.0 بوصة) | 24,700 طن متري (24,300 طن كبير) | 3 رفاصات، محركات توسع ثلاثية ، 21.2 عقدة (39.3 كم/س؛ 24.4 ميل/س) | 1908          | 1 أغسطس 1911   | أنفق كهدف عام 1921 |
| غواصة Thüringen    | 12 × 30.5 سنتيمتر (12.0 بوصة) | 24,700 طن متري (24,300 طن كبير) | 3 رفاصات، محركات تمدد ثلاثية ، 21 عقدة (39 كم/س؛ 24 ميل/س)       | 1908          | 10 سبتمبر 1911 | ألغى في 1923-1933  |
| غواصة Oldenburg    | 12 × 30.5 سنتيمتر (12.0 بوصة) | 24,700 طن متري (24,300 طن كبير) | 3 رفاصات، محركات توسع ثلاثية ، 21.3 عقدة (39.4 كم/س؛ 24.5 ميل/س) | 1909          | 1 مايو 1912    | ألغيت عام 1921     |

### الفئةكايزر

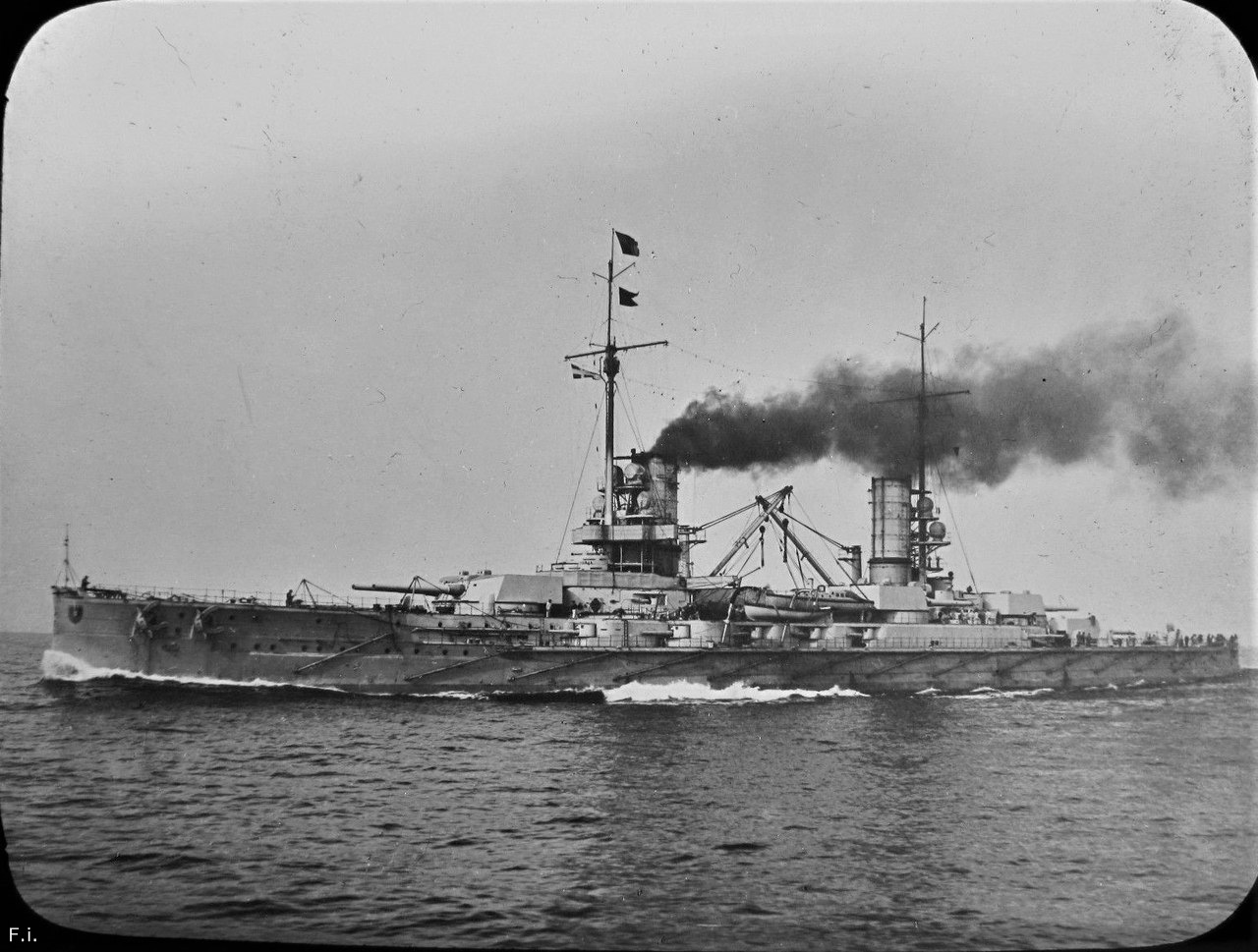
أس ام أس كايزر في عام 1913

| سفينة                      | البنادق الرئيسية              | الإزاحة                         | الدفع                                                                | الخدمات       | الخدمات        | الخدمات                            |
| سفينة                      | البنادق الرئيسية              | الإزاحة                         | الدفع                                                                | المنصوص عليها | بتكليف         | مصير                               |
| -------------------------- | ----------------------------- | ------------------------------- | -------------------------------------------------------------------- | ------------- | -------------- | ---------------------------------- |
| غواصة Kaiser               | 10 × 30.5 سنتيمتر (12.0 بوصة) | 27,000 طن متري (26,570 طن كبير) | 3 رفاصات، محركات توربينات بخارية ، 23.4 عقدة (43.3 كم/س؛ 26.9 ميل/س) | 1909          | 1 أغسطس 1912   | غارق في سكابا فلو في 21 يونيو 1919 |
| غواصة Friedrich der Grosse | 10 × 30.5 سنتيمتر (12.0 بوصة) | 27,000 طن متري (26,570 طن كبير) | 3 رفاصات، محركات توربينات بخارية ، 22.4 عقدة (41.5 كم/س؛ 25.8 ميل/س) | 1910          | 15 أكتوبر 1912 | غارق في سكابا فلو في 21 يونيو 1919 |
| غواصة Kaiserin             | 10 × 30.5 سنتيمتر (12.0 بوصة) | 27,000 طن متري (26,570 طن كبير) | 3 رفاصات، محركات توربينات بخارية ، 22.1 عقدة (40.9 كم/س؛ 25.4 ميل/س) | 1910          | 14 مايو 1913   | غارق في سكابا فلو في 21 يونيو 1919 |
| غواصة Prinzregent Luitpold | 10 × 30.5 سنتيمتر (12.0 بوصة) | 27,000 طن متري (26,570 طن كبير) | 2 رفاصات، محركات توربينات بخارية ، 21.7 عقدة (40.2 كم/س؛ 25.0 ميل/س) | 1910          | 19 أغسطس 1913  | غارق في سكابا فلو في 21 يونيو 1919 |
| غواصة König Albert         | 10 × 30.5 سنتيمتر (12.0 بوصة) | 27,000 طن متري (26,570 طن كبير) | 3 رفاصات، محركات توربينات بخارية ، 22.1 عقدة (40.9 كم/س؛ 25.4 ميل/س) | 1910          | 31 يوليو 1913  | غارق في سكابا فلو في 21 يونيو 1919 |

### فئةكونيغ

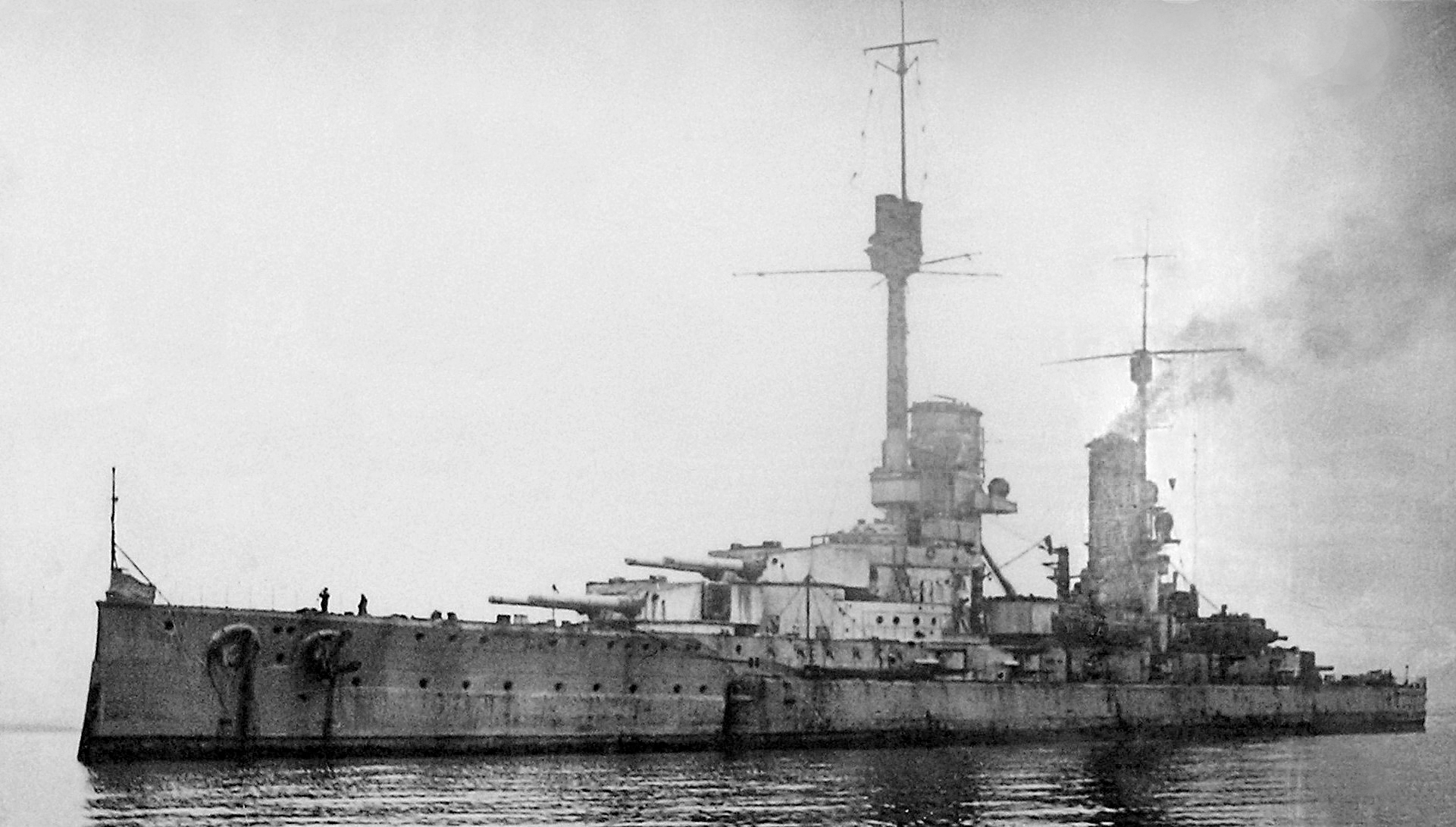
Kronprinz at Scapa Flow، 1919

كانت كونيج، جروسر كورفورست، ماركغراف، وكرونبرينز، السفن الأربع من فئة كونيج، أقوى السفن الحربية لأسطول أعالي البحار عند اندلاع الحرب في عام 1914. كانت كونيج تحسنًا مقارنة Kaiser فئة السابقة ؛ تم نقل أحد أبراج الجناح إلى المقدمة، في حين تم نقل برج الجناح الثاني إلى الوسط. هذا سمح بزاوية أوسع من إطلاق النار على، حيث يمكن لجميع المدافع العشر أن تطلق على منطقة أكبر مقارنة بمنطقة كايزر السابقة. 
| سفينة                  | البنادق الرئيسية              | الإزاحة                         | الدفع                                                         | الخدمات       | الخدمات       | الخدمات                            |
| سفينة                  | البنادق الرئيسية              | الإزاحة                         | الدفع                                                         | المنصوص عليها | بتكليف        | مصير                               |
| ---------------------- | ----------------------------- | ------------------------------- | ------------------------------------------------------------- | ------------- | ------------- | ---------------------------------- |
| غواصة König            | 10 × 30.5 سنتيمتر (12.0 بوصة) | 28,600 طن متري (28,100 طن كبير) | 3 رفاصات، توربينات بخارية ، 21 عقدة (39 كم/س؛ 24 ميل/س)       | 1911          | 9 أغسطس 1913  | أغرقتفي سكابا فلو ، 21 يونيو 1919  |
| غواصة Grosser Kurfürst | 10 × 30.5 سنتيمتر (12.0 بوصة) | 28,600 طن متري (28,100 طن كبير) | 3 رفاصات، توربينات بخارية ، 21.2 عقدة (39.3 كم/س؛ 24.4 ميل/س) | 1911          | 30 يوليو 1914 | أغرقتفي سكابا فلو ، 21 يونيو 1919  |
| غواصة Markgraf         | 10 × 30.5 سنتيمتر (12.0 بوصة) | 28,600 طن متري (28,100 طن كبير) | 3 رفاصات، توربينات بخارية ، 21 عقدة (39 كم/س؛ 24 ميل/س)       | 1911          | 1 أكتوبر 1914 | أغرقتفي سكابا فلو ، 21 يونيو 1919  |
| غواصة Kronprinz        | 10 × 30.5 سنتيمتر (12.0 بوصة) | 28,600 طن متري (28,100 طن كبير) | 3 رفاصات، توربينات بخارية ، 21.3 عقدة (39.4 كم/س؛ 24.5 ميل/س) | 1912          | 8 نوفمبر 1914 | أغرقت في سكابا فلو ، 21 يونيو 1919 |

### فئة بايرن

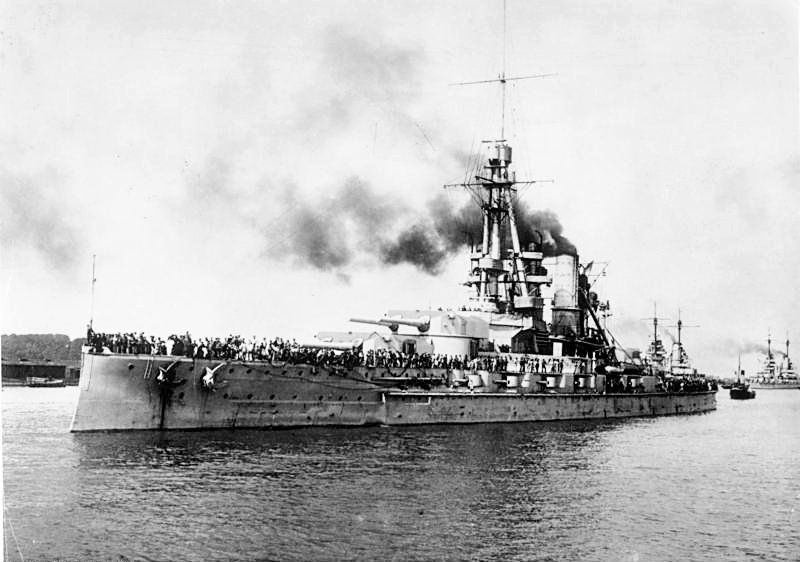
أس أم أس بايرن في التجارب في عام 1915

كانت السفن الأربع من فئة بايرن هي أول سفينة دريدنوت بنتها البحرية الألمانية. تضم الفئة بايرن، بادن، ساكسن، وفورتمبرج. بدأ البناء على السفن قبل فترة وجيزة من الحرب العالمية الأولى؛ وضعت بادن عليها في عام 1913، يليه بايرن ميونيخ وسكسونيا في عام 1914، وفورتمبيرغ، السفينة النهائية، والمنصوص عليها في 1915. فقط تم الانتهاء من بادن وبايرن، كما تحولت أولويات بناء السفن كما طالت الحرب. تم تحديد أن يو بوت كانت أكثر قيمة للجهود الحربية، وبالتالي فقد تباطأ العمل على البوارج الجديدة وتوقف في النهاية تمامًا. ونتيجة لذلك، كانت بايرن وبادن آخر البوارج الألمانية التي أكملتها البحرية الإمبراطورية. 
| سفينة             | البنادق الرئيسية         | الإزاحة                         | الدفع                                                  | الخدمات       | الخدمات        | الخدمات                                                    |
| سفينة             | البنادق الرئيسية         | الإزاحة                         | الدفع                                                  | المنصوص عليها | بتكليف         | مصير                                                       |
| ----------------- | ------------------------ | ------------------------------- | ------------------------------------------------------ | ------------- | -------------- | ---------------------------------------------------------- |
| غواصة Bayern      | 8 × 38 سنتيمتر (15 بوصة) | 32,200 طن متري (31,700 طن كبير) | 3 رفاصات، توربينات بخارية، 22 عقدة (41 كم/س؛ 25 ميل/س) | 1913          | 15 يوليو 1916  | غارق في سكابا فلو ، 21 يونيو 1919                          |
| غواصة Baden       | 8 × 38 سنتيمتر (15 بوصة) | 32,200 طن متري (31,700 طن كبير) | 3 رفاصات، توربينات بخارية، 21 عقدة (39 كم/س؛ 24 ميل/س) | 1913          | 18 أكتوبر 1916 | صُنِّع لصالح بريطانيا العظمى ، وتم إنفاقه كهدف مدفعي عام 1921 |
| غواصة Sachsen     | 8 × 38 سنتيمتر (15 بوصة) | 32,500 طن متري (32,000 طن كبير) | 3 رفاصات، توربينات بخارية، 22 عقدة (41 كم/س؛ 25 ميل/س) | 1914          | -              | غير مكتملة في نهاية الحرب ، ألغت عام 1922                  |
| غواصة Württemberg | 8 × 38 سنتيمتر (15 بوصة) | 32,500 طن متري (32,000 طن كبير) | 3 رفاصات، توربينات بخارية، 22 عقدة (41 كم/س؛ 25 ميل/س) | 1915          | -              | غير مكتملة في نهاية الحرب ، ألغيت في عام 1921              |

### فئة أل 20إي إيه
كان تصميم فئة أل 20إي إيه خطة لعدد غير معروف من السفن الحربية التي سيتم بناؤها في عام 1918 للبحرية الألمانية. تم اختيار التصميم في 2 أكتوبر 1917، وكان من المقرر أنه سيبدأ البناء في 11 سبتمبر 1918.  كانت السفن أكبر بكثير من فئة بايرن السابقة، وتكون أطول بأكثر من 50 متر (160 قدم) من السفن السابقة.  كانت السفن هي أول سفينة حربية ألمانية تملك مدافع أكبر من 16 إنش (40.6 سم). ومع ذلك، فإن حالة الحرب المتدهورة في ألمانيا تعني عدم بنائها السفن أبدًا. 
| سفينة      | البنادق الرئيسية         | الإزاحة                         | الدفع                                                  | الخدمات       | الخدمات | الخدمات           |
| سفينة      | البنادق الرئيسية         | الإزاحة                         | الدفع                                                  | المنصوص عليها | بتكليف  | مصير              |
| ---------- | ------------------------ | ------------------------------- | ------------------------------------------------------ | ------------- | ------- | ----------------- |
| L 20e ألفا | 8 × 42 سنتيمتر (17 بوصة) | 48,700 طن متري (47,900 طن كبير) | 4 رفاصات، توربينات بخارية، 26 عقدة (48 كم/س؛ 30 ميل/س) | -             | -       | دراسة التصميم فقط |

### فئة شارنهورست

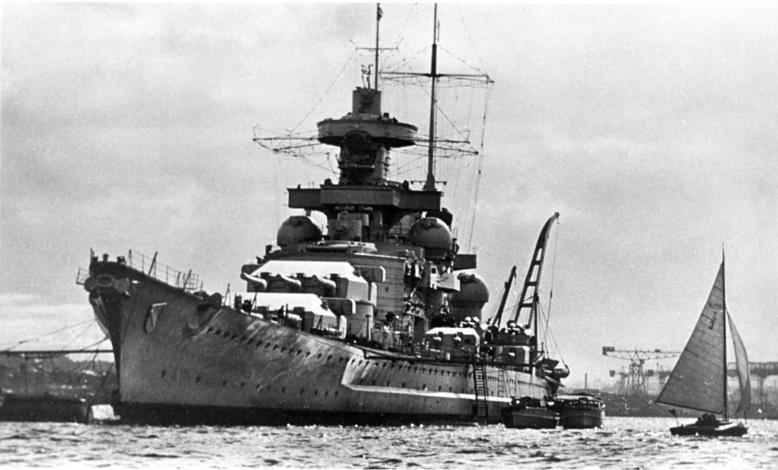
شارنهورست في الميناء في عام 1939

كانت سفينتان من طراز شارنهورست أول سفينة حربية صممت للبحرية النازية بعد نهاية الحرب العالمية الأولى. وقد مثلت بداية تسليح البحرية الألمانية بعد معاهدة فرساي.  تتألف الفئة من سفينتين: شارنهورست وجنيزناو. وكانت السفن المسلحة بتسعة مدافع من عيار 28 سم (11 إنش) أس كيه سي/ 34 في ثلاثة أبراج ثلاثية، على الرغم من وجود خطط لاستبدال هذه المدافع بستة مدافع من عيار 38 سم (15  إنش) أس كيه سي/ 34 في أبراج توأمية. 
تم وضع السفينتين في عام 1935، وتم إطلاقهما في أواخر عام 1936، وتم تشغيلهما في الأسطول الألماني بحلول أوائل عام 1939. عملت كل من شارنهورست وغيسيناو معًا في جزء كبير من الجزء المبكر من الحرب العالمية الثانية، بما في ذلك دوريات في المحيط الأطلسي للإغارة على السفن التجارية البريطانية .  شاركت السفينتان في عملية فيزروبونغ، الغزو الألماني للنرويج. خلال عمليات خارج النرويج، أشتبكت السفينتين في البارجة أتش أم أس Renown  وأغرقت حاملة الطائرات أتش أم أس Glorious - في اشتباكها مع Glorious، حققت شارنهورست واحدة من أطول ضربات إطلاق النار البحرية في التاريخ.  
في أواخر عام 1942، أصيبت يسيناوب أضرار بالغة في غارة جوية لقوات الحلفاء على كيل. في أوائل عام 1943، انضمت شارنهورست إلى البارجة من فئة بسمارك - تيربيتز في النرويج لحظر وصول قوافل الحلفاء إلى الاتحاد السوفيتي. اجرت ششارنهورست عدة مدمرات طلعت من النرويج لمهاجمة قافلة؛ تم اعتراض الألمان بدلاً من ذلك بواسطة دوريات البحرية البريطانية. خلال معركة نورث كيب، حربية البحرية الملكية أتش أم أس Duke of York اغرقت أتش أم أس Duke of York شارنهورست. في غضون ذلك، بدأت أعمال إصلاح شارنهورست، وكانت السفينة في طور إعادة تسليحها. ومع ذلك، عندما غرقت شارنهورست، تم التخلي عن العمل على شقيقتها. بدلا من ذلك، وقالت انها غرقت باعتباره blockship في غدينيا في عام 1945. تم تفكيك الحطام للحصول على الخردة في الخمسينيات. 
| سفينة     | البنادق الرئيسية         | الإزاحة                    | الدفع                                                        | الخدمات       | الخدمات      | الخدمات                                      |
| سفينة     | البنادق الرئيسية         | الإزاحة                    | الدفع                                                        | المنصوص عليها | بتكليف       | مصير                                         |
| --------- | ------------------------ | -------------------------- | ------------------------------------------------------------ | ------------- | ------------ | -------------------------------------------- |
| شارنهورست | 9 × 28 سنتيمتر (11 بوصة) | 38,100 طن كبير (38,700 طن) | 3 رفاصات، توربينات بخارية، 31.5 عقدة (58.3 كم/س؛ 36.2 ميل/س) | 1935          | 7 يناير 1939 | غرقت في معركة كيب الشمالية ، 26 ديسمبر 1943  |
| غيسيناو   | 9 × 28 سنتيمتر (11 بوصة) | 38,100 طن كبير (38,700 طن) | 3 رفاصات، توربينات بخارية، 31.2 عقدة (57.8 كم/س؛ 35.9 ميل/س) | 1935          | 21 مايو 1938 | غرق في غوتنهافن عام 1945، نشأ وألغى عام 1951 |

### فئة بسمارك

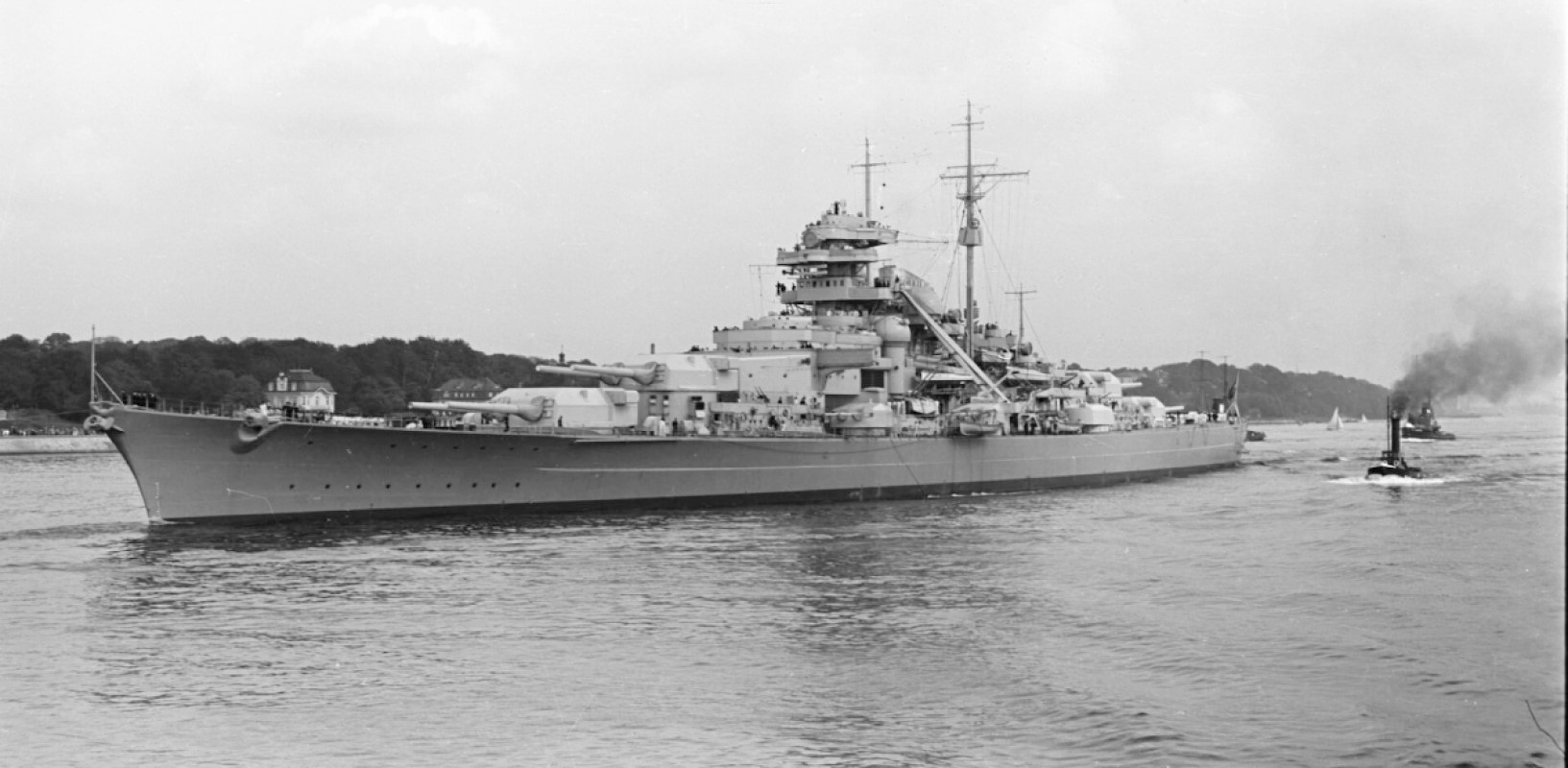
بسمارك في عام 1940

كانت بسمارك وتيربيتز آخر وأكبر السفن الحربية التي أنجزتها البحرية الألمانية، فضلا عن كونهما أثقل السفن التي بنيت في أوروبا.  تم بناؤها وفقًا لبنود اتفاقية البحرية الأنجلو-ألمانية الموقعة في عام 1935، وتم الإعلان عن تهجيرها ظاهريًا بما لا يزيد عن 35,000 طن كبير (36,000 طن) المحدد في الاتفاق. لكن كان تهجير السفن يبلغ في الواقع، حوالي 15,000 طن كبير (15,000 طن).  تم بناء السفن لمواجهة السفن الحربية الفرنسية الجديدة التي كانت قيد الإنشاء. 
شهدت كل من السفن القتال خلال الحرب العالمية الثانية. تم نشر بسمارك في مايو 1941 للإغارة على سفن الشحن البريطانية في المحيط الأطلسي جنبا إلى جنب مع الطراد الثقيل برينز يوجين.  وخلال العملية، أغرقت بسمارك أتش أم أس هود واعطب السفينة الحربية الجديدة أتش أم أس Prince of Wales وأجبرها على التراجع.  تم تعبئة جميع الأصول البحرية البريطانية المتاحة في عملية مطاردة واسعة النطاق لتعقب وتدمير بسمارك.  عدة أيام، تم تعطيل بسمارك من قبل طوربيد ضرب من فيري سوردفيش تم إطلاقه من أتش أم أس Ark Royal وتدميرها لاحقا من قبل البوارج أتش أم أس Rodney و أتش أم أس King George V في 27 مايو. 
شهدت تيربيتز خدمة أقل نشاطا. لقد قضت غالبية الحرب الأسطول في الوجود في النرويج المحتلة. حاولت البحرية الملكية غغراقها بغواصات قزمية، لكن هذه الجهود لم تنجح. في نوفمبر 1944، ضربت قاذفات القنابل التابعة لسلاح الجو الملكي البريطاني لانكستر السفينة ثلاث مرات ب12,000 رطل (5,400 كـغ) من القنابل، مما تسبببل انقلابها وغرقها. تم تفكيك الحطام في نهاية المطاف في 1948-1957. 
| سفينة   | البنادق الرئيسية         | الإزاحة                         | الدفع                                                               | الخدمات       | الخدمات        | الخدمات                                |
| سفينة   | البنادق الرئيسية         | الإزاحة                         | الدفع                                                               | المنصوص عليها | بتكليف         | مصير                                   |
| ------- | ------------------------ | ------------------------------- | ------------------------------------------------------------------- | ------------- | -------------- | -------------------------------------- |
| بسمارك  | 8 × 38 سنتيمتر (15 بوصة) | 50,300 طن متري (49,500 طن كبير) | 3 رفاصات، توربينات بخارية ، 30 عقدة (56 كم/س؛ 35 ميل/س)             | 1936          | 28 أبريل 1940  | غرقت في 27 مايو 1941                   |
| تيربيتز | 8 × 38 سنتيمتر (15 بوصة) | 52,600 طن متري (51,800 طن كبير) | 3 رفاصات، توربينات بخارية موجهة ، 30.8 عقدة (57.0 كم/س؛ 35.4 ميل/س) | 1936          | 25 فبراير 1941 | غرقت في 12 نوفمبر 1944، ألغت 1948-1957 |

### مقترحات الفئة إتش
كانت الفئة إتش عبارة عن سلسلة من تصميمات البوارج لتلبية متطلبات الخطة زد في أواخر الثلاثينيات وأوائل الأربعينيات. دعا النموذج الأول، «إتش-39»، إلى بناء ست سفن، بشكل أساسي بارجة من فئة بسمارك بمدافع من عيار 40.6 سنتيمتر (16.0 بوصة). قام تصميم "H-41" بتحسين السفينة "H-39" مع مدافع رئيسية أكبر، بثمانية مدافع من عيار 42 سنتيمتر (17 بوصة) . خطتان لاحقتان، "H-42" و "H-43"، زادت البطارية الرئيسية مرة أخرى، بمدافع 48 سنتيمتر (19 بوصة)، أما تصميم "H-44" فضم في النهاية مدافع 50.8 سنتيمتر (20.0 بوصة). بسبب اندلاع الحرب في عام 1939، لم يتم بناء أي من السفن؛ تم وضع سفينتين فقط من سفن "H-39"، وتم إلغاء العمل الذي تم إنجازه بعد ذلك بوقت قصير. 
| التصميم | البنادق الرئيسية             | الإزاحة                      | الدفع                                              | الخدمات       | الخدمات | الخدمات                      |
| التصميم | البنادق الرئيسية             | الإزاحة                      | الدفع                                              | المنصوص عليها | بتكليف  | مصير                         |
| ------- | ---------------------------- | ---------------------------- | -------------------------------------------------- | ------------- | ------- | ---------------------------- |
| H-39    | 8 × 40.6 سنتيمتر (16.0 بوصة) | 62,600 طن كبير (63,600 طن)   | 3 رفاصات، محركات ديزل، 30 عقدة (56 كم/س؛ 35 ميل/س) | 1939          | -       | تم الإلغاء في 30 سبتمبر 1939 |
| H-41    | 8 × 42 سنتيمتر (17 بوصة)     | 74,803 طن كبير (76,003 طن)   | كما في H-39                                        | -             | -       | -                            |
| H-42    | 8 × 48 سنتيمتر (19 بوصة)     | 96,555 طن كبير (98,104 طن)   | غير معروف                                          | -             | -       | -                            |
| H-43    | 8 × 48 سنتيمتر (19 بوصة)     | 118,110 طن كبير (120,010 طن) | غير معروف                                          | -             | -       | -                            |
| H-44    | 8 × 50.8 سنتيمتر (20.0 بوصة) | 139,272 طن كبير (141,507 طن) | غير معروف                                          | -             | -       | -                            |

## الحواشي

### اقتباسات
1. 1 2 3 4 5 6 7 8 9 10 11  Herwig.
2. 1 2 3 4 5 6 7 8 9 10 11 12 13 14 15  Gardiner & Gray.
3. 1 2 3 4 5 6 7 8 9 10 11 12 13 14 15 16 17 18 19 20 21 22 23 24 25 26 27 28 29 30 31 32 33 34 35 36 37 38 39 40 41 42 43 44 45 46 47 48 49 50 51 52 53 54 55 56 57 58 59 60 61 62 63 64 65 66 67 68 69 70 71 72 73 74 75 76 77 78 79 80 81 82 83 84 85 86 87 88 89 90 91 92 93 94 95 96 97 98 99 100 101 102 103 104 105 106 107 108 109 110 111 112 113 114 115 116 117 118 119 120 121 122 123 124 125 126 127 128 129 130 131 132 133 134 135 136 137 138 139 140 141 142 143 144 145 146 147 148 149 150 151 152 153 154 155 156 157 158 159 160 161 162 163 164 165 166 167 168 169 170 171 172 173 174 175 176 177 178 179 180 181 182 183 184 185 186 187 188 189 190 191 192 193 194 195 196 197 198 199 200 201 202 203 204 205 206 207 208 209 210 211 212 213 214 215 216 217 218 219 220 221 222 223 224 225 226 227 228 229 230 231 232 233 234 235 236 237 238 239 240 241 242 243 244 245 246 247 248 249 250 251 252 253 254 255 256 257 258 259 260 261 262 263 264 265 266 267 268 269 270 271 272 273 274 275 276 277 278 279 280 281 282 283 284 285 286 287 288 289 290 291 292 293 294 295 296 297 298 299 300  Gröner.
4. 1 2 3 4 5 6  Gardiner & Chesneau.
5. ↑  Bird.
6. 1 2 3 4 5 6 7  Sturton.
7. 1 2 3 4  Hore, The Ironclads.
8. 1 2 3  Gardiner Chesneau & Kolesnik.
9. ↑  Hore, Battleships.
10. ↑  Gröner، صفحات 25–28.
11. ↑  Hore, Battleships، صفحة 70.
12. 1 2 3 4  Garzke & Dulin.
13. ↑  DiGiulian (28 cm/54.5).
14. ↑  Bercuson & Herwig.
15. ↑  Gröner، صفحة 35.
16. 1 2 3 4 5 6  Gröner، صفحة 37.
17. 1 2 3 4 5 6 7 8 9  Gröner، صفحة 38.